# Bdellocephala angarensis subrufa
Bdellocephala angarensis subrufa is een platworm (Platyhelminthes). De worm is tweeslachtig. Deze ondersoort leeft in het zoete water van het Baikalmeer.
Het geslacht Bdellocephala, waarin de platworm wordt geplaatst, wordt tot de familie Dendrocoelidae gerekend. De wetenschappelijke naam van de ondersoort werd, als Sorocelis subrufa, voor het eerst geldig gepubliceerd in 1912 door Korotneff.